# 陳幸妤
陳幸妤（英語：Hsing-Yu Chen，1976年8月12日—），臺南官田人，牙醫師，生於臺北市，中華民國第10、11任總統陳水扁長女。國立陽明大學牙醫學系學士、國立臺灣大學臨床牙醫學研究所碩士。台灣母乳協會榮譽會員、代言人。

## 生平
因父親陳水扁與母親吳淑珍從事黨外運動的關係，陳幸妤從小在校曾受到不公平的待遇，曾有受黨國教育影響的老師在教室當眾把陳幸妤叫起來，批評她的爸爸是壞人。9歲時，父親陳水扁因蓬萊島雜誌的用字而被判刑入獄，值此之時，母親吳淑珍也遭逢拼裝車撞傷，住院半年。家逢巨變，陳幸妤每天只能牽著6歲的陳致中到別人家家裡吃飯。
幼年的不愉快經驗及父母相處的問題，陳幸妤高中時期便出現失眠症狀。陳幸妤因為母親的病而立志從醫，也因為父親從事政治而厭棄政治，只希望儘早離開家庭，去過屬於自己的生活。
在陳水扁當選總統後，由於陳幸妤為第一任直選總統的女兒，媒體對她的私生活非常感興趣，造成不小壓力。陳水扁曾表示女兒長期有交友障礙，不敢交朋友，對家裡的人很依賴。後來在父母及丈夫涉入刑案後，陳幸妤一個人挑起照顧三個孩子的壓力，四處兼差增加收入。也因為罹患憂鬱症，心情常陷沮喪無望，脾氣也變得更加激動易怒。
2016年12月24日於台南市東區開設牙醫診所，同時以「Formosa」做為診所英文名，緣自父親尚未從政前的律師事務所、象徵屏除政治後，給病患更專業溫暖的醫療服務。

## 軼事

### 遭媒體過度關注而情緒不穩
在父親陳水扁擔任總統後，媒體特別喜愛捕捉在政治界之外的陳幸妤，尤其是陳幸妤在鏡頭前失控神情，例如：2009年2月3日，陳幸妤在美國紐約對跟拍的TVBS新聞台記者范琪斐等人發飆，為當時的發燒話題。電視節目全民大悶鍋中，藝人丫子以模仿陳幸妤著稱。
陳幸妤曾投書媒體，表示媒體除了偽裝成病人假看診真偷拍外，甚至「十幾台攝影機貼著玻璃，無視裡面上班的其他醫生、診所小姐、等候的病人的抗議」。
媒體跟拍的擾人行徑，甚至讓陳幸妤不得不說出：「是不是要死才放過我？」，可見當時媒體關注對其有相當大的影響。

### 扁案成立偽證罪
2009年6月22日，偽證案開庭，在接受北檢檢察官訊問時認罪。檢察官加重強制處分，由境管改為限制出境。
2009年7月17日，偽證案偵查終結，北檢檢察官起訴偽證罪，因偵查中自白，檢察官請求減輕其刑。
2009年9月，臺北地方法院一審判處有期徒刑1年，減刑為有期徒刑6月。
2010年2月，臺灣高等法院二審判處有期徒刑6月，減刑為有期徒刑3月。
2011年8月，最高法院三審宣判，陳幸妤判處有期徒刑6月，減刑為有期徒刑3月，緩刑2年定讞。

### 二次金改案
2009年12月，二次金改案偵查終結，特偵組檢察官依洗錢罪起訴。
2010年11月，臺北地方法院一審判決無罪。
2011年10月，臺灣高等法院二審維持無罪判決。同年11月，特偵組檢察官決定不上訴，無罪確定。

## 家庭背景
- 父親：第十、十一任中華民國總統陳水扁。
- 母親：前第一夫人吳淑珍。
- 弟弟：前任高雄市議員陳致中。
- 丈夫：趙建銘。
- 育有三子。

## 簡歷
- 1976年，8月12日出生。
- 1982年，就讀於臺北市立民生國民小學。
- 1988年，國小畢業，就讀臺北市立介壽國民中學。
- 1991年，國中畢業，考入臺北市立第一女子高級中學。
- 1994年，第一女中畢業，錄取國立陽明大學牙醫學系。
- 2000年，牙醫學系畢業，同年進入臺北長庚醫院擔任牙科醫師。
- 2001年9月27日，和骨科醫師趙建銘結婚。
- 2001年12月，考取臺灣大學臨床牙醫學研究所碩士班榜首並於隔年入學。
- 2005年，國立臺灣大學臨床牙醫學研究所碩士班畢業，取得碩士學位。
- 2007年6月，丈夫台開案二審重判，斥公公趙玉柱沒種承擔就不要當人、恨死他、自殺算了、不配見面。
- 2007年7月13日，其父陳水扁接受專訪，表示陳幸妤有社會交際障礙。
- 2008年8月18日，錢存國外人頭是因選舉結餘款制度不合理。斥受扁補助民進黨成員蘇貞昌、謝長廷、陳菊假清高。
- 2009年2月3日，陳幸妤到美國紐約市參加美國的牙科醫師考試，考完當街對跟拍的TVBS新聞台記者范琪斐等人發飆，成為全台焦點。[2]
- 2011年3月11日，嫌犯敲破車窗玻璃偷走陳幸妤的皮包。汽車財物失竊案，嫌犯案發一月內落網。
- 2016年12月24日，在臺南市開設牙科診所[7]。